# Bulletin of the Atomic Scientists
Le Bulletin of the Atomic Scientists est une revue scientifique non technique, en ligne, qui traite de la sécurité mondiale et les questions de politique publique, en particulier celles liées aux dangers posés par les armes nucléaires et autres armes de destruction massive. Il est publié sans interruption depuis sa fondation en 1945 par d'anciens physiciens du projet Manhattan après les bombardements atomiques d'Hiroshima et de Nagasaki sous le nom Bulletin of the Atomic Scientists of Chicago. L'objectif premier du bulletin est d'informer le public sur les débats de politique nucléaire tout en plaidant pour le contrôle international des armes nucléaires. Il est actuellement publié par SAGE Publications.

## Source de la traduction
- (en) Cet article est partiellement ou en totalité issu de l’article de Wikipédia en anglais intitulé « Bulletin of the Atomic Scientists » (voir la liste des auteurs).